# Mieczysław Peterek
Mieczysław Peterek (ur. 21 lutego 1925 w Bielsku, zm. 17 marca 2008) – bielski fotografik, dokumentalista i pisarz. Działacz na rzecz zabytkowej architektury, zajmował się również folklorem, górskim krajobrazem, rzeźbą i eksponatami muzealnymi.

## Życiorys
Mieczysław Peterek urodził się w Bielsku (później Bielsko-Biała) 21 lutego 1925 roku. Uczęszczał tam do szkoły podstawowej i Państwowego Gimnazjum im. Marszałka Józefa Piłsudskiego, którego dwie klasy ukończył przed wybuchem II wojny światowej. Uciekając przed wojną, trafił wraz z rodzicami do Lwowa, jednak po ataku ZSRR na Polskę zdecydowali się na powrót do Bielska. Ponieważ mieszkanie zostało zarekwirowane, zamieszkali u krewnych w Komorowicach Śląskich, skąd następnie byli zmuszeni przenieść się do Białej. Rodzina z uwagi na swoje polskie przekonania była w okresie okupacji szykanowana. W ramach akcji likwidacji polskiej inteligencji ojciec Peterka został aresztowany przez Gestapo i wywieziony do Gusen, gdzie został zamordowany. Do końca wojny w 1945 roku Mieczysław Peterek pracował jako kowal i ślusarz w fabryce Otto Hacka.
Po zakończeniu wojny Peterek pracował przez dwa lata w bielskim Urzędzie Miejskim, ukończył też szkołę administracyjno-handlową w Białej. Chcąc zwiększyć swoje zarobki, przeniósł się do Bielskich Okręgowych Zakładów Energetycznych. Tam przez następne 36 lat pracował w służbach finansowo-księgowych. Fotografować zaczął w 1950 roku zainspirowany przez kolegę z pracy. W 1958 roku zakwalifikowano jego prace na Ogólnopolską Wystawę Fotografii Artystycznej w Zakopanem. W 1982 roku przeszedł na wcześniejszą emeryturę. Nie przestawał jednak pracować, działał w niepełnym wymiarze godzin w bielskim oddziale Państwowej Służby Ochrony Zabytków (1983–1998), fotografując i archiwizując obiekty zabytkowe. W tym czasie udzielał się społecznie jako członek Zarządu Oddziału Polskiego Towarzystwa Turystyczno-Krajoznawczego (PTTK). Był przodownikiem Górskiej Odznaki Turystycznej PTTK i Górskiej Odznaki Narciarskiej PTTK oraz członkiem kilku komisji oddziałowych. Przez 18 lat przewodniczył Zakładowemu Kołu PTTK, zorganizował wiele wycieczkowych imprez krajoznawczych, rajdów okręgowych i ogólnopolskich. Działał też w Towarzystwie Miłośników Ziemi Bielsko-Bialskiej, Macierzy Ziemi Cieszyńskiej oraz Polskim Towarzystwie Filatelistów.
Mieczysław Peterek został wyróżniony wieloma odznaczeniami honorowymi tych organizacji, a także złotymi odznakami „Za opiekę nad zabytkami”, „Zasłużony Działacz Kultury” oraz Krzyżem Kawalerskim Orderu Odrodzenia Polski. Opublikował wiele artykułów na temat historii, tradycji i kultury regionu Śląska Cieszyńskiego w książkach, albumach i czasopismach. Zilustrował wiele wydawnictw. Przez ostatnie 56 lat życia fotografował, ratując od zapomnienia folklor i zabytki kultury materialnej regionu. Prace, będące efektem tych działań, zaprezentował na kilkudziesięciu wystawach indywidualnych i zbiorowych, głównie w Bielsku-Białej i okolicach oraz innych miejscach na Śląsku, a także na ekspozycjach zbiorowych za granicą.
Był żonaty z Genowefą. Zmarł 17 marca 2008 roku, spoczywa na Cmentarzu Komunalnym w Bielsku-Białej–Kamienicy.

## Wkład
Mieczysław Peterek był autorem 14 zestawów kart pocztowych i folderów propagujących zabytki świeckie i sakralne Śląska Cieszyńskiego. Poczta Polska wydała 36 pocztówek z jego fotografiami obiektów z okolic Bielska-Białej. Wystawił swoje fotogramy na 67 wystawach indywidualnych w kraju oraz 27 wystawach zespołowych zarówno w Polsce, jak i za granicą – m.in. w Niemczech, Austrii, Anglii, Szwecji. Jego zdjęcia można znaleźć w 200 różnych publikacjach. Udokumentował 20 obiektów sakralnych, 5 przemysłowych i 15 architektonicznych. W czasie swojej ponad 20-letniej współpracy z Muzeum Historycznym w Bielsku-Białej wykonał ponad 1200 zdjęć dokumentujących zbiory muzealne. Działając w Służbie Ochrony Zabytków i dokumentując zabytki regionu bielsko-bialskiego, wykonał ponad 6000 ujęć obiektów zabytkowych i 1600 przeźroczy. Peterek zinwentaryzował 900 pomników i tablic pamięci narodowej. W archiwum pozostało po nim kilka tysięcy zdjęć.
Zilustrował katalogi i foldery bielskich artystów oraz takie wydawnictwa jak:
- Bielsko-Biała i okolice: przewodnik[8],
- Architektura i urbanistyka Bielska-Białej[5][9],
- Ratusz w Bielsku-Białej – dzieło sztuki i pomnik samorządności 1897-1997[10],
- Historia poczty i filatelistyki w Bielsku[11]
- Dzieje życia – co pozostało w sercu i pamięci[4],
- „Via Ducalis” – Droga Książęca: zamki, pałace, kościoły i muzea na Śląsku Cieszyńskim[12]

Jest autorem książki Józek z placu, jak również tekstów literackich pisanych w gwarze Śląska Cieszyńskiego. W druku ukazały się dwa tomiki wspomnień autorstwa Mieczysława Peterka, napisanych w dialekcie cieszyńskim:
- Tatowe spóminki (2002)[15],
- Spóminki z downych roków (2006)[16].